# Arnold Moll
Arnold Moll est un gouverneur intérimaire du Ceylan néerlandais.

## Biographie

### Vie personnelle
Il avait précédemment été marchand à Ambon et commandant de Galle entre 1707 et 1723. Il était également membre du Conseil des Indes néerlandaises, l'actuelle Indonésie. Il épousa la baronne Christina van Reede (1690-1731) avec qui il eut trois filles.